# Rajko
Rajko (kyrillisch: Рајко) ist ein männlicher Vorname, der überwiegend bei Serben verbreitet ist. Aber auch bei Kroaten und Slowenen wird der Name verwendet.

## Herkunft
Der Name Rajko ist abgeleitet von dem serbischen Wort raj und bedeutet auf Deutsch Paradies.

## Bedeutung
Der Mann mit dem Namen Rajko wird sein Leben genießen und leben, als ob er im Paradies wäre.

## Namensträger
- Rajko Đurić (1947–2020), jugoslawischer bzw. serbischer Autor und Politiker
- Rajko Gohlke (* 1969), deutscher Bassist und Gitarrist
- Rajko Mitić (1922–2008), jugoslawischer Fußballspieler und -trainer
- Rajko Tavčar (* 1974), slowenischer Profi-Fußballspieler

### Familienname
- Polina Rajko (1928–2004), ukrainische Malerin